# Império de Charitas
Império de Charitas é uma escola de samba de Niterói.
A agremiação foi fundada por um grupo de amigos ligados ao carnaval, com a proposta de criar uma identidade cultural junto ao bairro de Charitas, outrora reduto de samba na cidade.
Em seu primeiro desfile, no carnaval de 2020, apresentou-se pelo Grupo de Avaliação, obtendo o título e o direito a integrar o Grupo C no carnaval seguinte. Em virtude da pandemia do Coronavírus, não houve carnaval na cidade de Niterói no ano de 2021.
No Carnaval de 2022 apresentou enredo sobre o bicentenário da independência do Brasil, de autoria de João Perigo e Eliezer Rodrigues. Desfilou com 250 componentes e quatro alegorias, terminando a apuração em segundo lugar, com 177,1 pontos.
No carnaval de 2023 apresentou o enredo Orfeus, reeditando o samba-enredo da Unidos do Viradouro de 1998. Desfilando com mais de 300 componentes conquistou o título do Grupo C e o direito de integrar o Grupo B no carnaval de 2024.
Em 2024 desfilou com o enredo "Portela, o infinito é o teu lugar!", em homenagem aos 100 anos de avenida da coirmã carioca. Apresentou-se com 3 alegorias e mais de 400 componentes, obtendo o título e o direito a integrar a elite do carnaval niteroiense em 2025.

## Presidentes
| Presidente           | Vice-Presidente | Mandato           | Ref.  |
| -------------------- | --------------- | ----------------- | ----- |
| Alessandro Português | João Perigo     | 2019 - Atualmente | [ 3 ] |

## Diretores
| Ano  | Direção de Carnaval | Direção de Harmonia | Mestre de Bateria | Referências |
| ---- | ------------------- | ------------------- | ----------------- | ----------- |
| 2020 | Saulo Novato        | Caroline Nabila     | Priscila          |             |
| 2022 | Comissão            | Comissão            | Vitinho           |             |
| 2023 | Comissão            | Comissão            | Domênico Mônaco   |             |
| 2024 | Comissão            | Comissão            | Domênico Mônaco   |             |
| 2025 | Comissão            | Comissão            | Domênico Mônaco   |             |

## Mestre-sala e Porta-bandeira
| Casal                            | Período   | Referências |
| -------------------------------- | --------- | ----------- |
| Rayka Araújo e Thiago            | 2020-2021 |             |
| Kaylane Costa e Wagner Costa     | 2022      |             |
| Thaina Mattheis e Robson Alves   | 2023      |             |
| Sued Monteiro e Roberto Vinícius | 2024      |             |
| Thaina Mattheis e Robson Alves   | 2025      |             |

## Corte de bateria
| Ano         | Rainha          | Referências |
| ----------- | --------------- | ----------- |
| 2020 - 2022 | Karina Lopes    |             |
| 2023 - 2024 | Cris Montemurro |             |
| 2025        | Paola           |             |

## Carnavais
| Ano                                                                          | Colocação                                                                    | Grupo                                                                        | Enredo                                                                       | Carnavalesco                                                                 | Intérprete                                                                   | Ref         |
| ---------------------------------------------------------------------------- | ---------------------------------------------------------------------------- | ---------------------------------------------------------------------------- | ---------------------------------------------------------------------------- | ---------------------------------------------------------------------------- | ---------------------------------------------------------------------------- | ----------- |
| 2020                                                                         | Campeã                                                                       | AVALIAÇÃO                                                                    | Cáritas - O Império canta o amor ao próximo                                  | Elliezer Rodrigues                                                           | Julio Guillerme                                                              |             |
| Os desfiles do Carnaval 2021 foram cancelados devido a pandemia de Covid-19. | Os desfiles do Carnaval 2021 foram cancelados devido a pandemia de Covid-19. | Os desfiles do Carnaval 2021 foram cancelados devido a pandemia de Covid-19. | Os desfiles do Carnaval 2021 foram cancelados devido a pandemia de Covid-19. | Os desfiles do Carnaval 2021 foram cancelados devido a pandemia de Covid-19. | Os desfiles do Carnaval 2021 foram cancelados devido a pandemia de Covid-19. | [ 4 ]       |
| 2022                                                                         | Vice-Campeã                                                                  | Grupo C (terceira divisão)                                                   | Império Canta o Império: O bicentenário da independência do Brasil           | Eliezer Rodrigues                                                            | Thiago Santos                                                                |             |
| 2023                                                                         | Campeã                                                                       | Grupo C (terceira divisão)                                                   | Orfeus                                                                       | João Perigo, Bianca Neves, Saulo Poeta e Carol Nabila                        | Thiago Santos                                                                | [ 5 ]       |
| 2024                                                                         | Campeã                                                                       | Grupo B (segunda divisão)                                                    | Portela, o infinito é o teu lugar!                                           | João Perigo, Bianca Neves, Saulo Poeta e Carol Nabila                        | Thiago Santos                                                                | [ 2 ] [ 3 ] |
| 2025                                                                         | Terceiro Lugar                                                               | Grupo A (primeira divisão)                                                   | Padroeira: A promessa nas águas da fé                                        | João Perigo, Bianca Neves, Saulo Poeta e Carol Nabila                        | Thiago Santos                                                                | [ 6 ]       |

## Títulos
| Títulos | Títulos                       | Títulos | Títulos   | Títulos    |
| ------- | ----------------------------- | ------- | --------- | ---------- |
| Divisão | Divisão                       | Títulos | Carnavais | Referência |
|         | Grupo B                       | 1       | 2024      |            |
|         | Grupo C                       | 1       | 2023      |            |
|         | Grupo de avaliação de Niterói | 1       | 2020      |            |

## Premiações

### Enquete Popular - Prefeitura de Niterói
| Prêmios da Enquete Popular Municipal do Império de Charitas | Prêmios da Enquete Popular Municipal do Império de Charitas | Prêmios da Enquete Popular Municipal do Império de Charitas | Prêmios da Enquete Popular Municipal do Império de Charitas |
| Categoria                                                   | Grupo                                                       | Ano                                                         | Referência                                                  |
| ----------------------------------------------------------- | ----------------------------------------------------------- | ----------------------------------------------------------- | ----------------------------------------------------------- |
| Melhor Escola                                               | Grupo C                                                     | 2022                                                        |                                                             |

### Prêmio STS - Melhores do Carnaval
| Prêmios STS do Império de Charitas | Prêmios STS do Império de Charitas | Prêmios STS do Império de Charitas | Prêmios STS do Império de Charitas |
| Categoria                          | Grupo                              | Ano                                | Referência                         |
| ---------------------------------- | ---------------------------------- | ---------------------------------- | ---------------------------------- |
| Melhor Escola                      | Grupo C                            | 2022                               |                                    |
| Samba-Enredo                       | Grupo C                            | 2022                               |                                    |

### Troféu RADAR Niterói
| Troféus RADAR Niterói do Império de Charitas | Troféus RADAR Niterói do Império de Charitas | Troféus RADAR Niterói do Império de Charitas | Troféus RADAR Niterói do Império de Charitas |  |
| Categoria                                    | Grupo                                        | Ano                                          | Referência                                   |  |
| -------------------------------------------- | -------------------------------------------- | -------------------------------------------- | -------------------------------------------- |  |
| Melhor Escola                                | Grupo de Avaliação                           | 2020                                         | [ 7 ]                                        |  |
| Melhor Escola                                | Grupo C                                      | 2022                                         | [ 8 ]                                        |  |
| Melhor Samba-enredo                          | Grupo C                                      | 2022                                         | [ 8 ]                                        |  |
| Melhor Conjunto Alegórico                    | Grupo C                                      | 2022                                         | [ 8 ]                                        |  |
| Melhor Enredo                                | Grupo C                                      | 2023                                         | [ 9 ]                                        |  |
| Melhor Escola                                | Grupo C                                      | 2023                                         | [ 9 ]                                        |  |
| Samba-Enredo                                 | Grupo C                                      | 2023                                         | [ 9 ]                                        |  |
| Conjunto de Fantasias                        | Grupo C                                      | 2023                                         | [ 9 ]                                        |  |
| Conjunto Alegórico                           | Grupo C                                      | 2023                                         | [ 9 ]                                        |  |
| Bateria                                      | Grupo C                                      | 2023                                         | [ 9 ]                                        |  |
| Melhor Escola                                | Grupo B                                      | 2024                                         | [ 10 ]                                       |  |
| Melhor Enredo                                | Grupo B                                      | 2024                                         | [ 10 ]                                       |  |
| Melhor Conjunto Alegórico                    | Grupo B                                      | 2024                                         | [ 10 ]                                       |  |
| Melhor Harmonia                              | Grupo B                                      | 2024                                         | [ 10 ]                                       |  |
| Melhor Bateria                               | Grupo B                                      | 2024                                         | [ 10 ]                                       |  |